# Odprto prvenstvo Avstralije 2010
Odprto prvenstvo Avstralije 2010 je teniški turnir, ki je potekal med 18. in 31. januarjem 2010 v Melbournu.

## Rezultati

### Moški posamično
Roger Federer :  Andy Murray, 6–3, 6–4, 7–6(11)

### Ženske posamično
Serena Williams :  Justine Henin, 6–4, 3–6, 6–2

### Moške dvojice
Bob Bryan /  Mike Bryan :  Daniel Nestor /  Nenad Zimonjić, 6–3, 6–7(5), 6–3

### Ženske dvojice
Serena Williams /  Venus Williams :   Cara Black /  Liezel Huber, 6–4, 6–3

### Mešane dvojice
Cara Black /  Leander Paes :  Jekaterina Makarova /  Jaroslav Levinský, 7–5, 6–3